# 华锐风电
华锐风电（老三板：400082，简称：华锐5；上交所除牌前：601558，简称：退市锐电）是中国风力涡轮机制造商，总部设在北京。这是到2011年中国市场占有率最大的风力涡轮机制造商，并是在世界上第二大的风力涡轮机制造商。

## 历史
2010年12月，马萨诸塞州水资源管理局订购了一台1.5兆瓦风电机组用于在波士顿查尔斯镇的污水泵站。
2013年5月，证监会即对安信证券保荐的华锐风电财务造假问题进行立案调查。

## 参阅
- 中华人民共和国风力发电